# جیمز اچ. اسلتر
جیمز هاروی اسلتر (به انگلیسی: James Harvey Slater) سناتور سابق عضو حزب دموکرات ایالات متحده آمریکا بود. وی در سال ۱۸۷۹ تا ۱۸۸۵ میلادی سناتور ایالت اورگن در سنای ایالات متحده آمریکا بود.